# Henri Kopania
Henri Kopania, né le 1er septembre 1921 à Pogorzelec et mort le 15 décembre 1988 à Ruitz, est un footballeur français. Il évolue au poste de milieu de terrain du début des années 1940 au milieu des années 1950. Il se reconvertit en entraîneur au milieu des années 1950.

## Biographie
Kopania joue 68 matchs en Division 1 avec le CO Roubaix-Tourcoing de 1947 à 1953. 
Il entraîne l'US Dunkerque, évoluant en Division 2 de 1968 à 1969.

## Palmarès
- Championnat de France D3 :
  - Vainqueur du groupe Nord et champion en 1946 avec l'US Auchel

- Coupe Charles Drago :
  - Demi-finaliste en 1961 avec le CO Roubaix-Tourcoing